# Turnul Dulgherilor din Sibiu

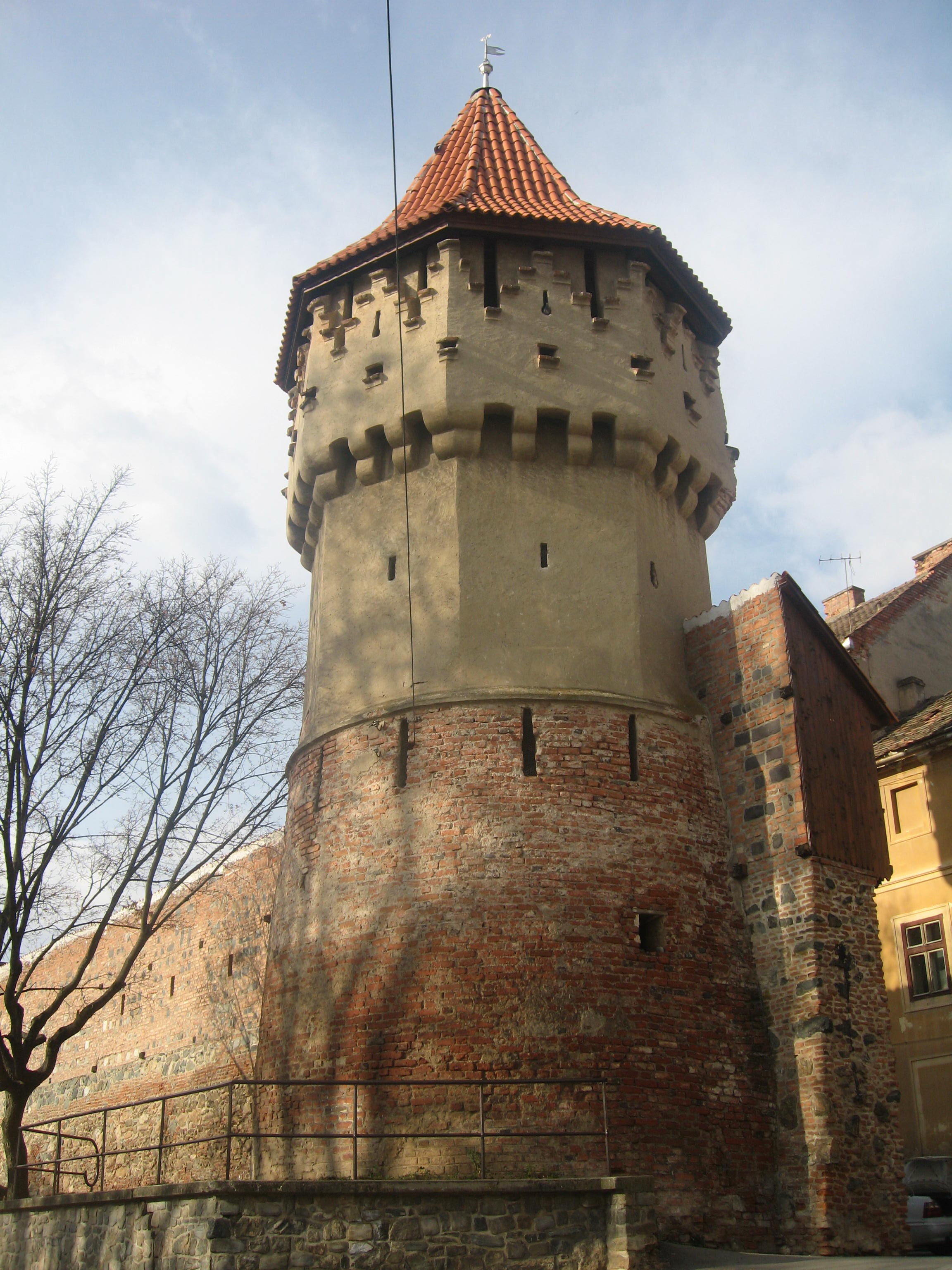
Turnul Dulgherilor

Turnul Dulgherilor din Sibiu (în germană Zimmermannsturm, în latină turris carpentariorum) este un turn construit în secolul al XIV-lea de breasla săsească a dulgherilor în orașul Sibiu. Turnul făcea partea din cea de-a treia centură de fortificații a orașului. Turnul Dulgherilor este cel mai nordic dintre cele trei turnuri aflate pe str. Cetății (în germană Harteneckgasse, după numele primarului Johann Sachs von Harteneck).
Incinta a III-a a ansamblului fortificațiilor orașului medieval Sibiu, din care fac parte turnuri de apărare, Turnul Dulgherilor, Turnul Olarilor, Turnul Archebuzierilor, Turn de Poartă și curtine edificate în perioada 1357-1366, a fost inclusă pe Lista monumentelor istorice din județul Sibiu din anul 2004, având codul de clasificare SB-II-m-A-12010.03. 

## Istoric
Cea de-a III-a incintă fortificată a orașului datează din perioada 1357-1366. Dintre turnurile de apărare componente ale acestei incinte, cele mai puțin atinse de vicisitudinile vremii sunt cele trei turnuri aflate pe strada Cetății și anume Turnul Archebuzierilor, Turnul Olarilor și Turnul Dulgherilor. Dintre aceste trei turnuri, cel mai nordic este Turnul Dulgherilor. 
Datarea turnului se poate face pe baza elementelor stilistice și formale doar cu o mare aproximație, deoarece astfel de forme se întâlnesc pe parcursul mai multor decenii.  Turnurile de apărare componente ale incintei a III-a erau adaptate armelor de foc (archebuzelor), dar forma lor prismatică (rectangulară sau poligonală) nu asigura cea mai bună protecție contra artileriei în curs de perfecționare. 
În decursul timpului, acest turn a suferit o serie de reparații și modificări, lucrările de fortificare a incintei Cetății Sibiului fiind continuate în cea de a doua jumătate a secolului al XV-lea și în primele decenii ale celui următor. Forma actuală a acestui turn datează probabil de pe la începutul secolului al XVI-lea.  Turnul Dulgherilor a fost restaurat în perioada 1967-1972  și apoi în anul 2007. De asemenea, și curtina dintre Turnul Dulgherilor și Turnul Olarilor este o reconstrucție recentă a vechiului zid.

## Arhitectură
Turnul Dulgherilor este construit din piatră și cărămidă. El are o formă circulară (la bază), delimitată de porțiunea următoare printr-o cornișă pronunțată, după care turnul capătă formă de prismă octogonală, încheiată în partea superioară prin clasica porțiune ieșită în afară, susținută de console cu guri de foc între arce.
La primul nivel se află metereze în formă de gaură de cheie, realizate în special pentru a permite executarea focului de archebuze. Din aceste guri de foc se trăgea cu archebuza contra asediatorilor ajunși la baza zidurilor. Partea superioară a turnului este ieșită în afară și sprijinită, la fel ca majoritatea turnurilor sibiene, pe console în ale căror arce de legătură sunt prevăzute guri de aruncare.

## Imagini

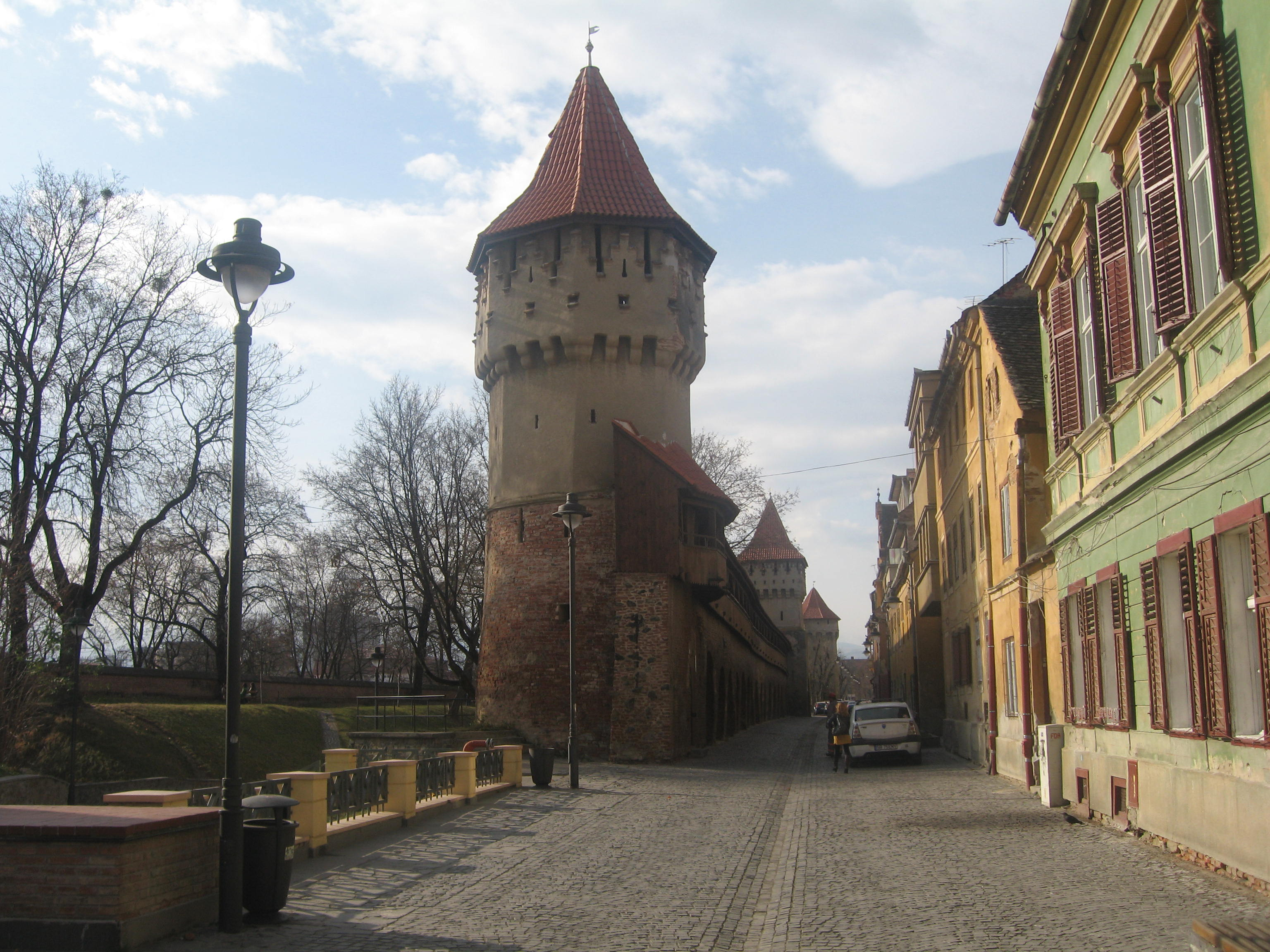
Turnul Dulgherilor - vedere dinspre nord
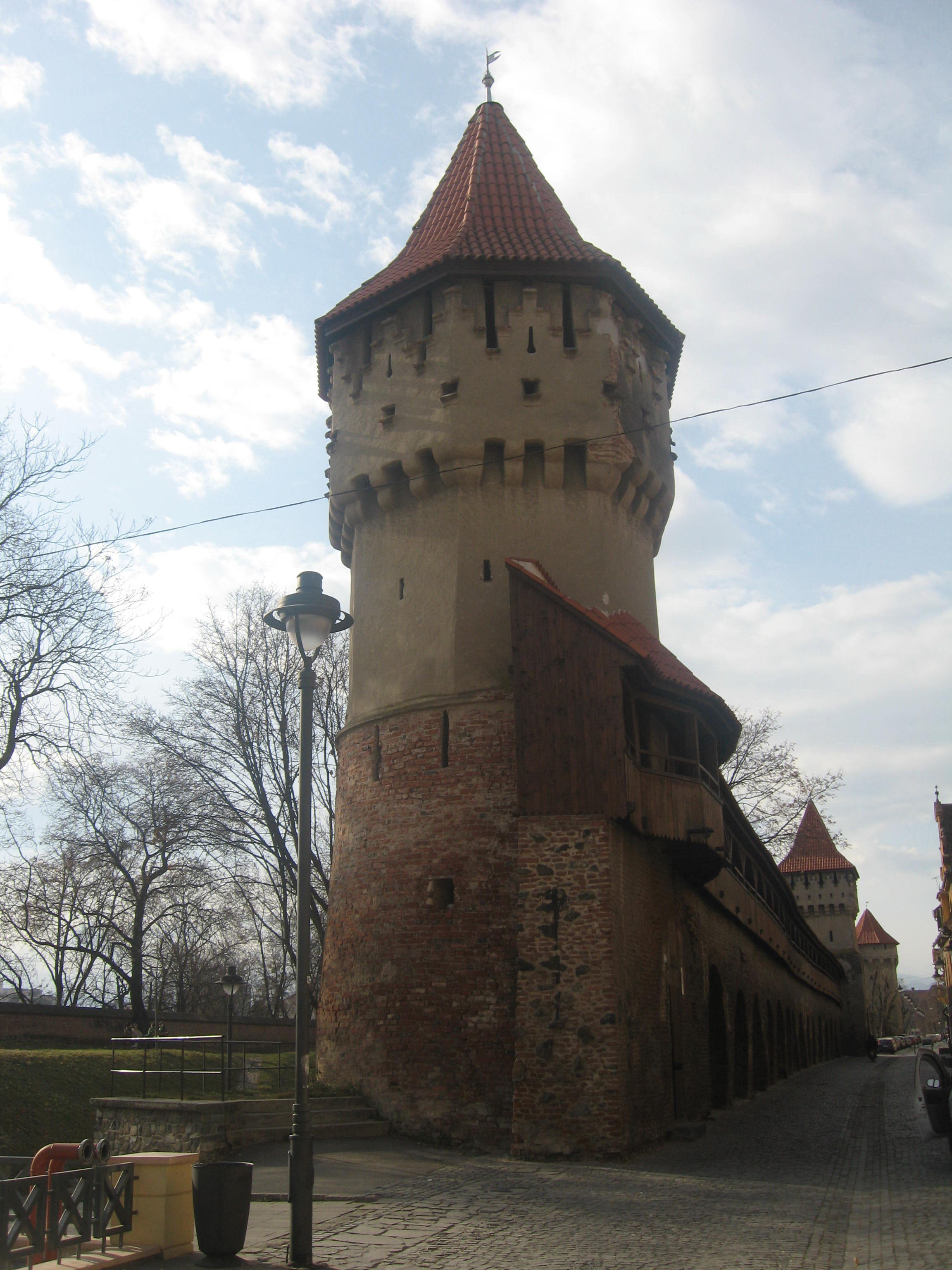
Turnul Dulgherilor
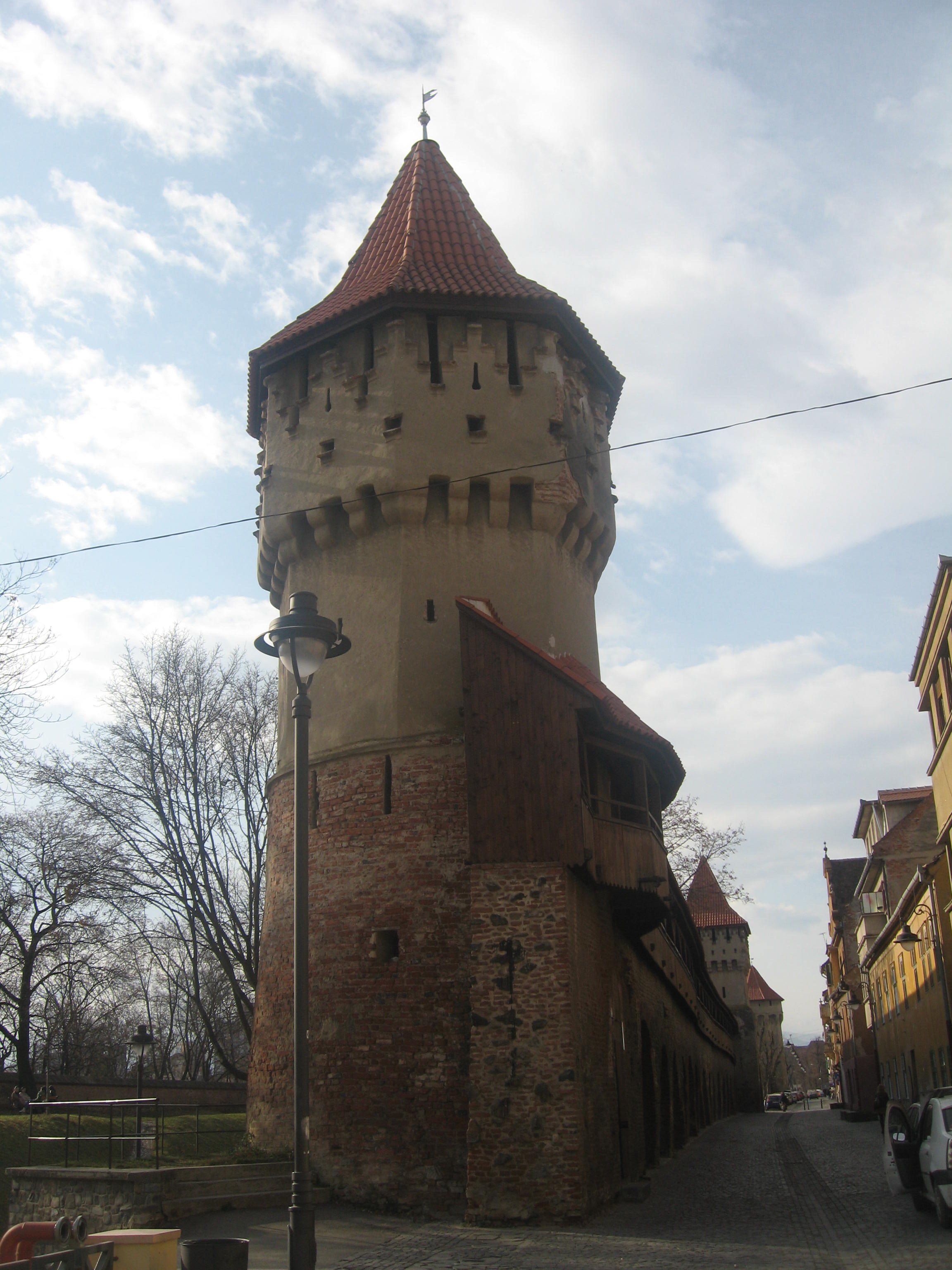
Turnul Dulgherilor
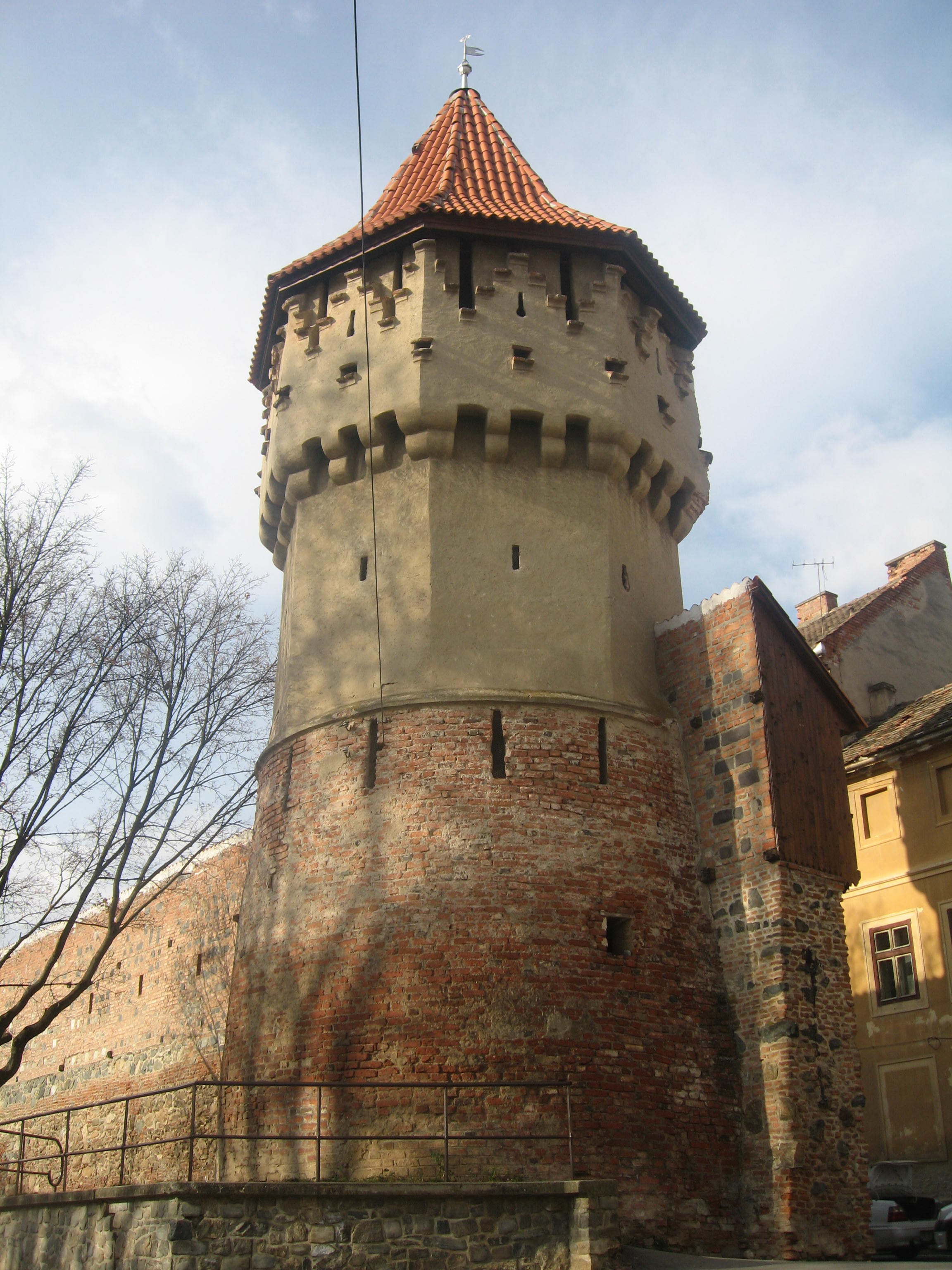
Turnul Dulgherilor
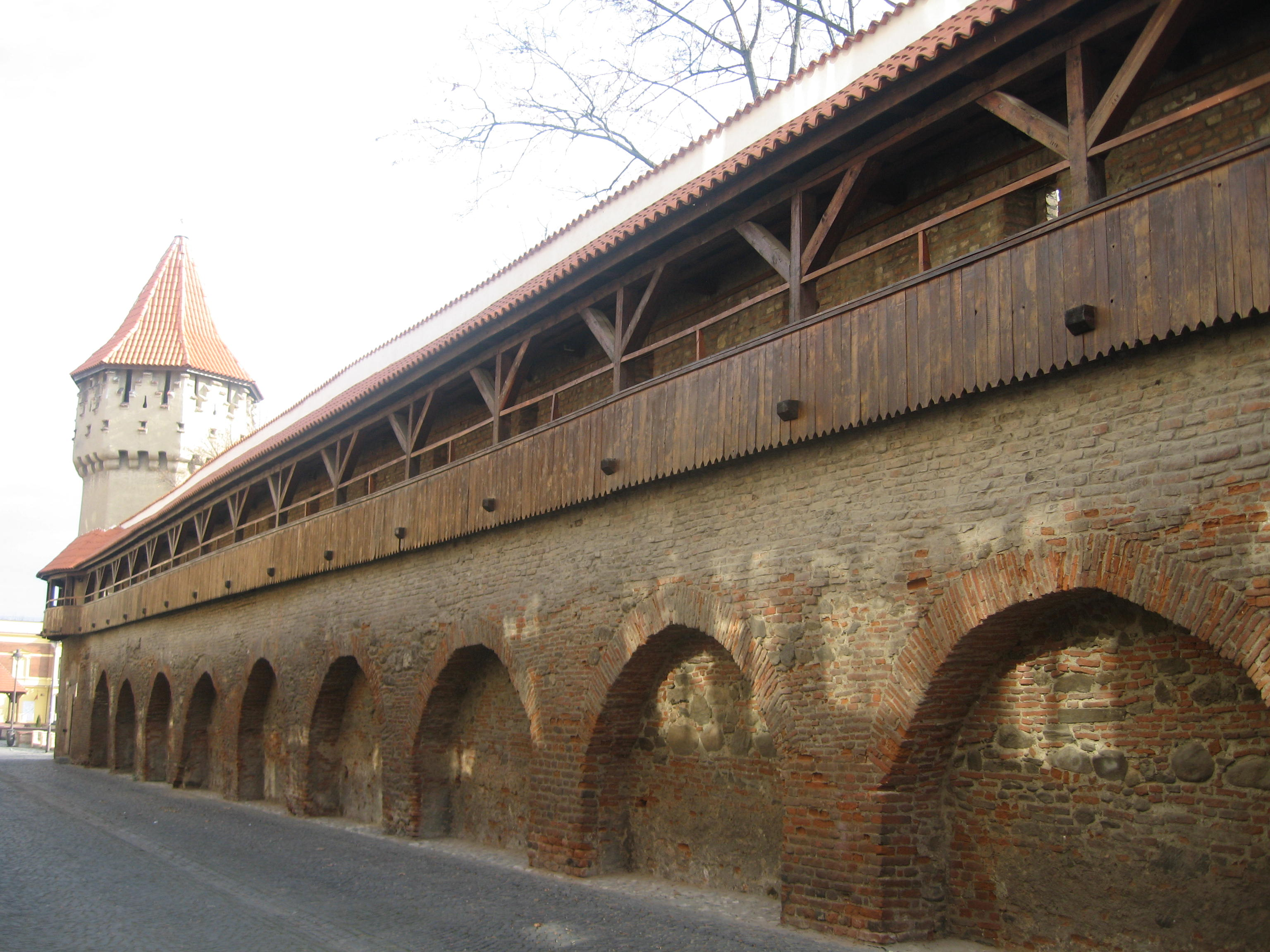
Turnul Dulgherilor şi o porţiune de curtină - vedere dinspre sud